# Amaury Epaminondas
Amaury Epaminondas Junqueira (Barretos, 25 dicembre 1935 – 31 marzo 2016) è stato un calciatore brasiliano, di ruolo attaccante.

## Carriera
Dal 1957 al 1960 gioca nel San Paolo, collezionando 68 reti in 112 partite (media di 0,61 reti a partita) e vincendo il Paulista nel 1957. Nel 1961 si trasferisce in Messico, all'Oro de Jalisco, vincendo il campionato nazionale anche grazie alle sue 19 marcature, che gli consentono di ottenere il titolo di capocannoniere del torneo del 1963. Nel 1965 conquista il suo secondo titolo di capocannoniere, siglando 21 gol e a fine stagione passa al Toluca: due anni dopo conquista il suo secondo titolo messicano, vincendo nuovamente la classifica marcatori con 21 centri. Nel 1968 il Toluca vince il secondo titolo nazionale consecutivo. Nello stesso anno l'attaccante brasiliano si trasferisce all'Atlas, dove termina la carriera nel 1974.

## Palmarès

### Club

#### Competizioni statali
- Campionato paulista: 1

San Paolo: 1957

#### Competizioni nazionali
- Primera División de México: 3

Oro de Jalisco: 1962-1963
Toluca: 1966-1967, 1967-1968

### Individuale
- Capocannoniere della Primera División de México: 3

1962-1963 (19 gol), 1964-1965 (21 gol), 1966-1967 (21 gol)